# 周文龙 (羽毛球运动员)
周文龙（Zhou Wenlong，1988年6月8日—），吉林延边人，中华人民共和国男子羽毛球运动员。

## 簡歷
1996年，周文龙的父母为支持儿子打羽毛球，举家由吉林延边迁到辽宁沈阳，但由於户口問題，周文龙始終无法进入省体校，期間跟隨当时在砂山体育馆教球的浴书岭训练。至2003年，周文龙正式入選辽宁羽毛球队。2008年，周文龙代表辽宁队出战全国羽毛球锦标赛男单比赛，获得冠军。

## 主要比賽成績
只列出曾進入準決賽的國際賽事成績：
| 年份   | 賽事                   | 公開賽級別 | 項目     | 成績   |
| ------ | ---------------------- | ---------- | -------- | ------ |
| 2006年 | 世界青年羽毛球錦標賽   | 其他       | 男子單打 | 準決賽 |
| 2006年 | 世界青年羽毛球錦標賽   | 其他       | 混合團體 | 亞軍   |
| 2009年 | 菲律賓羽毛球黃金大獎賽 | 黃金大獎賽 | 男子單打 | 準決賽 |
| 2011年 | 俄羅斯羽毛球大獎賽     | 大獎賽     | 男子單打 | 冠軍   |

| 2007-2017年 | 首要超級賽 | 超級賽 | 黃金大獎賽 | 大獎賽 | 國際挑戰賽 | 國際系列賽 | 未來系列賽 | 其他 |

| 2018-2026年 | 總決賽 | 超級1000賽 | 超級750賽 | 超級500賽 | 超級300賽 | 超級100賽 | 國際挑戰賽 | 國際系列賽 | 未來系列賽 | 其他 |